# Прошянский коньячный завод
Прошянский коньячный завод (арм. Պռոշյանի կոնյակի գործարան) ― один из старейших алкогольных заводов в Армении. Здание завода расположено в Ереване на Аштаракском шоссе, рядом с деревней Прошян, откуда и берёт своё название. В наше время завод в основном известен благодаря своему коньячному бренду Манэ. 

## История

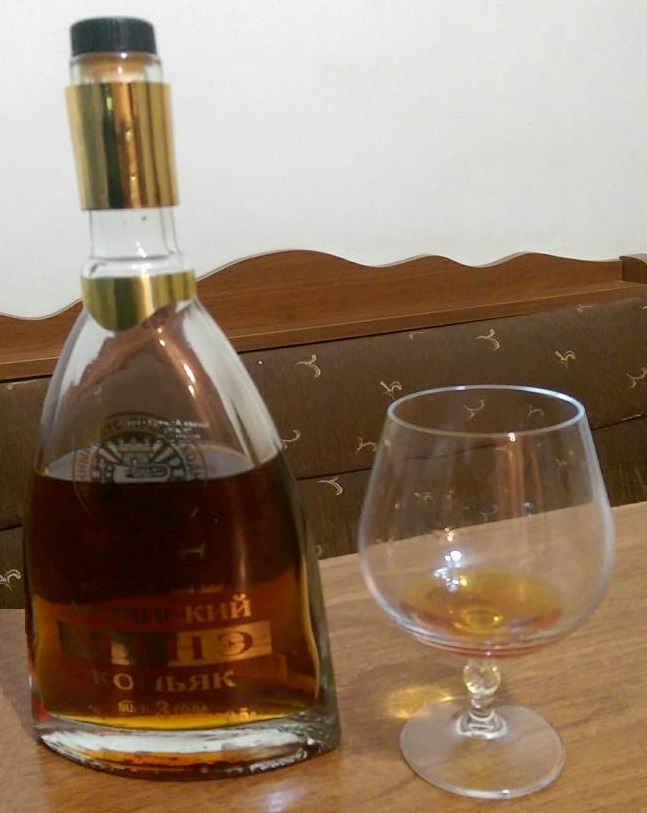
Трёхлетний коньяк Манэ, продукция Прошянского завода

Прошянский коньячный завод был основан в 1885 году Абгаром Прошяном, представителем знатного рода князей Прош. Прошян получил образование в Германии, затем вернулся в Россию, занялся коммерческой деятельностью, представляя интересы европейских производителей оборудования для винокурен, а затем решил основать и своё дело. Первоначально завод находился в деревне Прошян, где рядом находилось множество виноградников. Продукция завода приобрела известность и в других частях Российской империи.
Повторное основание завода состоялось в 1980 году. На этот раз всё производство было сконцентрировано на северо-западной окраине Еревана, а сам завод был государственным предприятием, принадлежавшим Армянской ССР. В 1987 году предприятие было реконструировано: старое оборудование было заменено на установки нового образца, процесс упаковки был частично автоматизирован; увеличилась площадь завода, расширились плантации виноградников, была открыта научная лаборатория. После распада Советского Союза завод был приватизирован в 1996 году Эдуардом Чабаряном и его партнёром Арменом Гаспаряном.
Хотя основной завод находится в Ереване, компания также располагает винодельней Прошян-Айгестан в селе Айгестан (Араратская область) и винодельней Прошян-Армавир в селе Армавир (Армавирская область), впрочем, весь процесс розлива происходит на главном заводе в Ереване. В 2008 году компания открыла офис в Москве. Всего же производственные площади компании занимают территорию в 35 тысяч кв. м.
В мае 2015 года завод посетил премьер-министр Армении Овик Абраамян и провёл конференцию, посвящённую перспективам развития виноделия в Армении, в которой приняли участие представители разных винодельческих компаний страны.
В 2013 году между Прошянским коньячным заводом и компанией Бердадзор возник правовой спор: Бердадзор начал выпускать сувенирный коньяк в бутылках, идентичных тем, что были разработаны Прошянским заводом. Решением  Государственной комиссии по защите экономической конкуренции Армении контрафактная продукция была запрещена к продаже.
В конце июля 2018 года на Прошянском заводе произошёл пожар, повредивший некоторые строения предприятия.

### Продукты и бренды
Завод в основном славится большим выбором коньяков. Среди марок ― Манэ, Старая страна, Прошян, Вардан, Терян, Чаренц и т. д.
Армянский коньяк (бренди) является основным продуктом завода, который приготавливается из винограда плодородной Араратской равнины. Тем не менее, завод выпускает и другую алкогольную продукцию, включая вино, плодовое вино, ликёр, водку и консервацию. Завод выпускает такие марки брендов, как PROSHYAN FOOD, KERAKUR, ROYAL и другие. Компания также производит коллекцию бренди в подарочных упаковках. Производство алкоголя полностью основано на итальянских, немецких и французских технологиях.
Продукция завода постоянно экспортируется в Россию, Украину, Латвию, Белоруссию, Литву, Грузию, Германию, Эстонию, США, Грецию, Польшу, Израиль, Южную Корею, Казахстан и Таджикистан, а также участвует в международных выставках.